# روبرت كرافت (عالم فلك)
روبرت كرافت (بالإنجليزية: Robert Kraft) 1941 هو عالم فلك من الولايات المتحدة الأمريكية . ولد في سياتيل، واشنطن . وكان عضواً في الأكاديمية الوطنية للعلوم، والأكاديمية الأمريكية للفنون والعلوم .
توفي في سانتا كروز، كاليفورنيا، عن عمر يناهز 88 عاماً.

## مناصب
تولى منصب رئيس، الاتحاد الفلكي الدولي (1997–2000) .

## التعليم
تعلم في جامعة واشنطن

## جوائز
حصل على جوائز منها:
- وسام بروس (2005)
- جائزة المحاضر لهنري نوريس راسيل (1995)
- جائزة هلين ب. وارنر لعلم الفلك (1962).